# Indústria alimentària

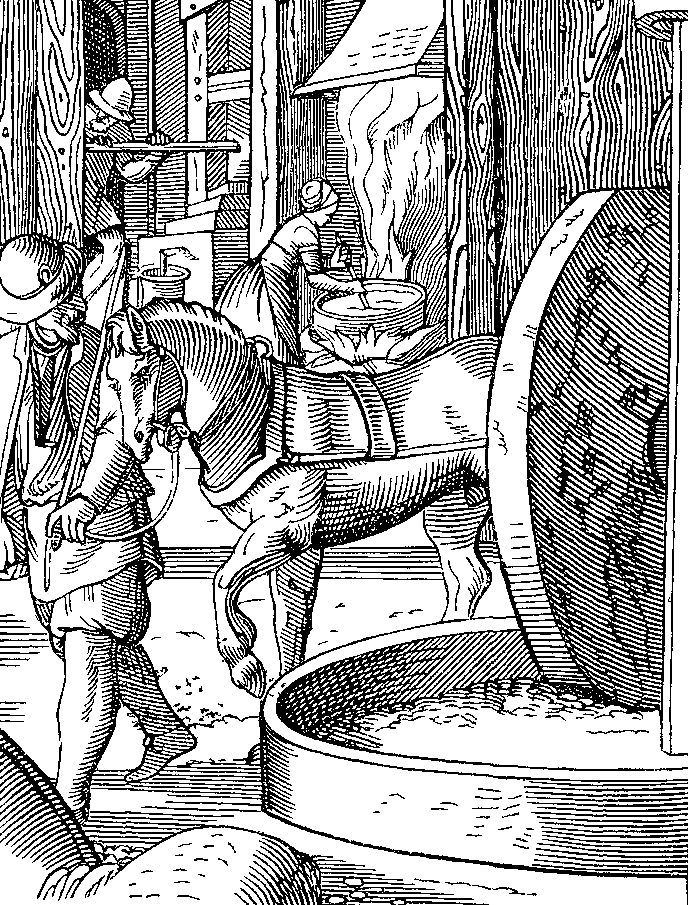
L'elaboració de l'oli d'oliva, gravat de J. Amman del.

La indústria alimentària o indústria agroalimentària és la part de la indústria encarregada de l'elaboració, transformació, preparació, conservació i envasat dels aliments de consum humà i animal. Les primeres matèries d'aquesta indústria se centren en els productes d'origen vegetal (agricultura), animal (ramaderia) i fúngic, principalment. El progrés d'aquesta indústria ha afectat força la nostra alimentació en augmentar el nombre d'aliments disponibles a la dieta. Així mateix, l'augment de producció ha anat lligat a un esforç progressiu en la vigilància de la higiene i a un increment i enduriment de les lleis alimentàries dels diversos països intentant regular i unificar els processos i els productes.

## Els processos de fabricació
Encara que existeixi una gran diversitat d'indústries alimentàries els processos de fabricació poden classificar-se en sis diferents: manipulació dels aliments, emmagatzematge d'aquests i de les primeres matèries, extracció de les seves propietats, elaboració fins al producte acabat, envasament i conservació dels aliments.

### Processos de manipulació
Els processos de manipulació humana dels aliments tendeixen a disminuir-se en la indústria alimentària, és freqüent veure elements a les factories que automatitzen els processos de manipulació.

### Processos d'emmagatzematge
L'emmagatzematge de primeres matèries està orientat a minimitzar l'efecte d'estacionalitat de certs productes alimentaris. Generalment solen emprar-se per a l'emmagatzematge sitges i magatzems condicionats al tipus d'indústria específic (hermètics, a l'aire lliure, refrigerats, etc.), cambres frigorífiques, etc.

### Processos d'extracció
Alguns aliments necessiten processos d'extracció, bé sigui de polpes (en el cas de fruites), ossos, o líquids. Els processos industrials per realitzar l'extracció poden ser mitjançant la trituració de l'aliment, picant-lo o molent-lo (cereals per al pa, les olives per a l'oli, etc.), extracció mitjançant calor (greixos, torrat del pa, etc.), assecat i filtració, ús de dissolvents...

### Processos d'elaboració
Els processos habituals de l'elaboració d'aliments, tenen com a objectiu la transformació inicial de l'aliment cru per a l'obtenció d'un altre producte diferent i transformat, generalment més adequat per a la seva ingesta. Alguns dels processos d'elaboració tenen el seu fonament en la conservació de l'aliment
- Cocció. Sol emprar-se en l'elaboració de molts aliments d'origen carni,
- Destil·lació.
- Deshidratació, és tradicional el seu ús en peix, així com en carn, per tal d'augmentar la seva conservació. En aquests casos el procés d'elaboració i de conservació coincideixen.
- Fermentació. mitjançant l'addicció de microorganismes (llevats), és molt emprada en la indústria de les begudes: en la indústria del vi i en la indústria cervesera.

### Processos de conservació
Els processos de conservació en la indústria alimentària tenen per objecte la interrupció de l'activitat microbiana i la prolongació la vida útil dels aliments. Per a això es té la possibilitat de treballar amb diverses variants:
- Dessecació o Deshidratació: aplicar calor a l’aliment fins que s'assequi. Panses, bacallà
- Liofilització: es congela el producte i després es deixa en una cambra de buit amb l’objectiu de deshidratar-lo i eliminar tota la humitat. Cafè soluble.
- Fumatge: sotmetre els aliments al fum. Salmó fumat.
- Salaó: deshidratació dels aliments a través de la sal. Anxoves, pernil
- Enllaunament: primer s'escalfa l’aliment i després s'envasa al buit. Tonyina.
- Refrigeració i congelació: els més utilitzats. Al disminuir la temperatura, l’activitat bacteriana també disminueix.
- Adob: submersió dels aliments en un medi com vinagre, aigua i sal. Pastanagues
- Pasteurització.: un líquid es sotmet a temperatures molt elevades durant un temps molt breu. Llet i sucs de fruita.
- Almívar: es cou l’aliment i es recobreix amb aigua i molt sucre. Confitures i melmelades.
- Esterilització antibiòtica. És un dels processos de conservació d'aliments més important, prolongant la vida útil de l'aliment considerablement. És també potser el més antic.
- Esterilització per radiació. En aquest apartat es troba la radiació ionitzant emprada per al control d'envasos, així com la radiació de microones.
- Acció química
- Uperització: S'injecta vapor durant 1 o 2 segons. Aquest vapor eleva la temperatura a 150 graus centigrats
- Fumatge: mètode de preservación per donar sabor las aliments.

### Processos d'envasament
Aquest procés està també relacionat amb la conservació i és molt important per a l'aspecte final del producte i les estratègies publicitàries. Pel que fa al medi ambient és potser el procés que hi té més ressò, ja que implica l'ús de materials poc ecològics com el plàstic i durant el procés d'embotellament i envasat calen molts litres d'aigua.

### Sectors de la indústria
Generalment la indústria alimentària s'ha considerat com un conjunt d'indústries que consisteix en:
- Indústria càrnia
- Indústria pesquera i de transformació de peix
- Conserves de fruites i hortalisses
- Greixos i olis
- Indústria làctia
- Productes molineria
- Productes Alimentació Animal
- Pa, pastisseria i galetes
- Sucre
- Cacau i xocolata
- Vins
- Cervesa i malt
- Altres begudes alcohòliques
- Aigües i begudes analcohòliques
- Altres productes diversos

### Indústria càrnia
Aquest tipus d'indústria alimentària treballa amb les primeres matèries de la carn procedent del sacrifici de bestiar per al consum humà. Generalment aquesta indústria es dedica al bestiar boví i porcí, encara que en algunes ocasions també al bestiar equí i als camells entre d'altres.
L'escorxador és l'element inicial del procés d'elaboració i els seus processos específics són el sacrifici i el desossat. Els treballadors d'aquesta indústria, independentment del tipus de carn, solen estar molt especialitzats en l'especejament de les carns. Part de la carn es dedica directament al consum humà, i part es porta a altres indústries de processament d'embotits diversos, fumada, enllaunament, menjar d'animals, etc.

### Indústria pesquera
La indústria pesquera té com a matèria primera tots aquells productes provinents del mar. Es tracta d'una indústria amb una mà d'obra molt especialitzada i que és local a les costes, ports marítims i vies fluvials de cada país. Amb el pas dels anys s'ha anat industrialitzant i avui en dia es considera fins i tot el cultiu de certes espècies en el que es denominen piscifactories.

### Indústria làctia
La indústria làctia té com a matèria primera la llet procedent dels animals, es tracta d'un dels aliments més bàsics de la humanitat. La indústria làctia té com a primera restricció manipular la llet per sota dels 7 °C i el termini d'emmagatzematge no ha de ser superior a tres dies. Els processos específics d'aquesta indústria són el desnatat i la pasteurització (escalfament a una temperatura de 72 °C durant un interval de 15 segons). Part de la llet es dedica a la ingesta com a líquid i en forma de llet en pols, a l'elaboració de formatges, mantegues i margarina entre d'altres. La llet emprada en la indústria làctia és majoritàriament de vaca, encara que també d'ovella o de cabra.

### Indústria avícola
La indústria avícola té com a primera matèria l'aviram criat en granges. Gallina, guatlla, ànec, gall dindi o perdiu són algunes de les espècies més emprades en aquesta indústria.

### Indústria de les begudes
La indústria de les begudes té com a objecte l'elaboració i envasament de les begudes en general. Aquesta indústria està molt diversificada a causa de la gran varietat de begudes que aborda. No obstant això, els processos són generalment els mateixos: una primera fase de collita de grans (ordi, cacau, te, etc.) que empra una mà d'obra poc especialitzada, i després, una sèrie de processos automàtics que requereixen mà d'obra semiespecialitzada.
Les característiques de les begudes fa que es compongui de dues categories principals:
- Begudes alcohòliques.
  - La indústria dels licors destil·lats.
  - La indústria vitivinícola.
  - La fabricació de la cervesa.

- Begudes no alcohòliques.
  - L'embotellament i envasament d'aigua i begudes refrescants.
  - La fabricació de xarops de begudes refrescants.
  - Embotellament enllaunat i envasament en bricks de sucs de fruites.
  - Indústria del cafè.
  - La indústria del te.

## Educació a l'entorn de la indústria alimentària
La indústria alimentària o agroalimentària requereix professionals preparats, fet pel qual la instrucció i formació a l'entorn de l'àrea d'aliments en les seves diverses modalitats i nivells s'ha dividit en cinc grans àrees d'especialitat, a saber: Química i Anàlisi d'aliments (QAA), Innocuïtat i microbiologia alimentària (IMA) Enginyeria d'aliments (EA) i Tecnologia d'Aliments (TA), complementada amb una sèrie d'eines per a l'èxit (EPE)